# Karl Rubin
Karl Rubin (27 de janeiro de 1956) é um matemático estadunidense.
É professor de matemática da cátedra Thorp na Universidade da Califórnia em Irvine. Sua área de pesquisa é focada em curvas elípticas. Foi o primeiro matemático a mostrar, em 1986, que algumas curvas elípticas no campo dos números racionais tem grupos de Weil–Châtelet finitos. É geralmente suposto que estes grupos são sempre finitos.
Rubin graduou-se em 1976 na Universidade de Princeton, e obteve o Ph.D. na Universidade Harvard em 1981, orientado por Andrew Wiles. 
Em 1992 foi laureado com o Prêmio Cole de Teoria dos Números.

## Publicações
- K. Rubin, Tate-Shafarevich groups of elliptic curves with complex multiplication. Adv. Studies in Pure Math. 17 (1989), 409-419